# Bistum Radom
Das Bistum Radom (lat.: Dioecesis Radomensis, polnisch: Diecezja radomska) ist eine in Polen gelegene römisch-katholische Diözese mit Sitz in Radom.

## Geschichte
Das Bistum Radom entstand am 25. März 1992 infolge der Teilung des Bistums Sandomierz-Radom und wurde durch Papst Johannes Paul II. mit der Apostolischen Konstitution Totus Tuus Poloniae populus dem Erzbistum Częstochowa als Suffraganbistum unterstellt.

## Bischöfe von Radom
- 1992–1999 Edward Materski
- 1999–2001 Jan Chrapek CSMA
- 2002–2009 Zygmunt Zimowski
- 2009–2021 Henryk Tomasik
- seit 2021 Marek Solarczyk

## Weihbischöfe in Radom
- 1992–2019 Adam Odzimek, Titularbischof von Tadamata
- 1992–2012 Stefan Siczek, Titularbischof von Dagnum
- 2015–2025 Piotr Turzyński, Titularbischof von Usula

## Dekanate
- Czarna
- Czarnolas
- Drzewica
- Głowaczów
- Iłża
- Jedlińsk
- Końskie
- Kozienice
- Lipsko
- Opoczno
- Pionki
- Przedbórz
- Przysucha
- Przytyk
- Radom-Mitte
- Radom-Süd
- Radom-Nord
- Radom-Ost
- Radom-West
- Radoszyce
- Sienno
- Skarżysko
- Starachowice-Nord
- Starachowice-Süd
- Szydłowiec
- Tomaszów
- Wierzbica
- Żarnów
- Zwoleń

## Bistumspatron
- Hl. Kasimir 4. März